# Intra muros
Der lateinische Ausdruck intra muros bzw. extra muros (innerhalb bzw. außerhalb der (Stadt-)Mauern) definiert ursprünglich den durch die Stadtmauer abgegrenzten Bereich innerhalb bzw. außerhalb einer antiken Stadt. Der Ausdruck findet auch Verwendung im Sinne von geheim respektive nicht öffentlich. Synonyme für intra muros sind diskret, verschwiegen und vertraulich.

## Städtebau
Häufig bezeichnet intra muros auch heute den innerhalb der Stadtmauer gelegenen Teil einer Stadt, also im Regelfall die Altstadt. Zur Altstadt können jedoch auch außerhalb der Stadtmauer gelegene historische Stadtteile gehören.
Mitunter existiert die Benennung intra muros auch dann als Stadtteilbezeichnung fort, wenn die Stadtbefestigungen heute nicht mehr bestehen oder durch Wallanlagen ersetzt wurden. In der Stadtbaugeschichte unterscheiden sich die Stadtviertel innerhalb der Mauern deutlich von den außerhalb liegenden. Sie sind in vorindustrieller Zeit entstanden, und ihre Gestaltung repräsentierte in der Regel die mittelalterliche Ständeordnung, wonach Angehörige bestimmter Handwerksberufe in derselben Straße wohnen mussten. Straßenquerschnitte und Parzellen sind erheblich kleiner als in jüngeren Vierteln.
Intramuros ist im Sinne der obigen Definition auch der (spanische) Name der Altstadt von Manila.
Extra muros bezeichnete zunächst den außerhalb des städtischen Territoriums und seiner Rechtsprechung gelegenen Bereich; städtebaulich sodann einen außerhalb der Stadtmauer gelegenen Stadtteil, also die in der Neuzeit entstandenen Vorstädte, die angesichts des Wachstums vieler Städte im 17. bis 19. Jahrhundert ohne den Schutz einer Befestigung angelegt wurden. Bekannte Stadterweiterungen extra muros waren etwa die Faubourgs in Paris oder die Wiener Vorstädte (3. bis 9. Bezirk), die nur durch den Linienwall geschützt waren.

## Im übertragenen Sinn
Schon früh fand die Ortsangabe Aufnahme in das Spruchgut wie bei Horaz (Episteln, 1. Buch, 2, 16):
Iliăcos intra muros peccātur et extra (wörtlich: „Innerhalb der trojanischen Mauern wird gesündigt und außerhalb“, übertragene Bedeutung: auf beiden Seiten (überall) werden Fehler gemacht); oft verkürzt zu peccatur intra et extra.

## Weiteres
In der Medizin bezeichnet man eine außerhalb der Organwand gelegene Struktur als extramural, eine innerhalb der Organwand gelegene Struktur als intramural.
In der Kommunikation zwischen Ärzten im Beisein des Patienten wird der Hinweis „extra muros“ verwendet, um Dinge „vor der Tür“, also nicht vor dem Patienten, zu besprechen.